# Neuwiedia griffithii
Neuwiedia griffithii ist eine Art aus der Gattung Neuwiedia in der Familie der Orchideen (Orchidaceae). Die krautigen Pflanzen stammen aus Südostasien.

## Beschreibung
Neuwiedia griffithii wird 25 bis 60 cm groß, der Spross ist aufrecht oder aufsteigend. Die Wurzeln haben einen Durchmesser von 2 bis 3 mm, gelegentlich sind sie behaart, die längsten Haare auf den Wurzeln werden 1 bis 1,3 mm lang. Die Blätter sind länglich-oval bis breit linealisch, am Ende spitz auslaufend. Die kleinsten Laubblätter messen 6 cm Länge bei 3,3 cm Breite, sie können bis zu 32 cm lang werden bei 5 cm Breite. Es sind neun bis 37 Blattadern vorhanden, von denen sieben deutlich hervortreten. Die oberen Blätter können behaart sein, wobei die Haare am Blattrand und vereinzelt auf der Blattspreite vorkommen. Die Haare auf den Blättern haben unterschiedliche Längen, die längsten messen 0,25 bis 0,35 mm.
Der Blütenstand ist eine endständige Traube, er wird 4,5 bis 15 cm lang und bleibt damit kürzer als die Laubblätter. Blühende Pflanzen wurden zu allen Jahreszeiten gefunden. Ein Blütenstand enthält 40 bis 50, selten bis 65 Blüten. Sie sind 13 bis 17 mm groß, ihre Farbe ist weiß, selten gelb, mit grünen Spitzen. Blütenstandsachse, Tragblätter und Blütenblätter sind behaart. Die Tragblätter sind oval, lanzettlich oder linealisch, sie enden spitz, ihre Länge beträgt 13 bis 20 mm, die Breite 0,5 bis 6 mm. Der Blütenstiel ist 3 mm lang bei 0,8 bis 1 mm Durchmesser. Der ovale Fruchtknoten misst 5 mm Länge bei 2 bis 3 mm Durchmesser, im Querschnitt ist er etwa dreieckig mit deutlichen längs verlaufenden Leisten. Die Blütenblätter sind sich alle recht ähnlich, es gibt aber eine ganz leichte Differenzierung zwischen den beiden seitlichen und dem mittleren Blütenblatt eines Kreises. Die Sepalen sind auf der Außenseite behaart, lanzettlich geformt, die beiden seitlichen sind 7,7 bis 8,5 mm lang bei 2 bis 3,5 mm Breite. Das dritte Sepal ist mit 2 bis 3 mm etwas schmaler. Die Petalen sind auf der Außenseite mit einem längs verlaufenden Kiel versehen, dieser ist behaart. Die beiden seitlichen sind länglich geformt, 7,7 bis 8,5 mm lang und 2,5 bis 4,5 mm breit. Das mittlere Petal, die Lippe, ist kaum unterschiedlich, sie ist elliptisch geformt und mit 3 bis 5 mm etwas breiter als die beiden anderen inneren Blütenblätter. Alle Blütenblätter sind mit einer kleinen, 0,4 bis 0,8 mm langen aufgesetzten Spitze versehen, diese ist bei den Petalen kleiner als bei den Sepalen. Die Säule besteht aus drei Staubfäden und dem Griffel, die auf einer Länge von 1 bis 2 mm am Grund miteinander verwachsen sind. Der freie Teil der Staubfäden ist im Querschnitt abgeflacht, er misst bei den beiden seitlichen Staubfäden 1 bis 1,3 mm Länge, beim mittleren Staubblatt 1 mm Länge. Die Staubbeutel sind länglich, die seitlichen 2 bis 3 mm lang, das mittlere 2 bis 3,5 mm lang. Die Breite beträgt bei allen Staubblättern 1 bis 1,5 mm. Der freie Teil des Griffels misst 5 bis 6 mm Länge und überragt damit die Staubblätter. Die Narbe ist rundlich, mit einem Durchmesser von 0,5 mm ist sie nur wenig breiter als der Griffel, der einen Durchmesser von 0,3 bis 0,4 mm besitzt. Die Frucht ist eine dünnwandige, bei Reife sich öffnende Kapsel, im Querschnitt etwa dreieckig, auf den Kanten mit längs verlaufenden Leisten, die Flächen dazwischen mit einer längs verlaufenden Rille. Die Samen bestehen aus einem rundlichen Mittelteil und zwei breiten Anhängseln.

## Vorkommen
Neuwiedia griffithii wächst auf Sumatra und auf der malaiischen Halbinsel. Die Pflanzen kommen von Meereshöhe bis zu einer Höhe von etwa 150 m vor. Die Standorte liegen in unberührten und gestörten Wäldern sowie in Sümpfen und an Wasserläufen. Vorkommen in Vietnam wurden von Averyanov gemeldet, er ordnet diese Pflanzen in einer neueren Publikation allerdings als Neuwiedia zollingeri var. balansae ein. Neuwiedia zollingeri var. balansae wiederum wird als Synonym zu Neuwiedia zollingeri var. singapureana gesehen.

## Systematik und botanische Geschichte
Neuwiedia griffithii wurde 1874 von Heinrich Gustav Reichenbach erstmals in Xenia Orchidacea: Beitraege zur Kenntniss der Orchideen Band 2, Seite 215 beschrieben.